# Siergiej Szczerbakow (polityk)
Siergiej Gieorgijewicz Szczerbakow (ros. Сергей Георгиевич Щербаков, ur. 21 września 1925 w Uspienowce w obwodzie astrachańskim, zm. 15 czerwca 1992 w Moskwie) – radziecki polityk.

## Życiorys
Początkowo był uczniem maszynisty, brał udział w wojnie z Niemcami, walczył m.in. na Froncie Stalingradzkim i 2 Froncie Ukraińskim, był dowódcą plutonu 106 pułku piechoty 36 Dywizji Piechoty, bezpośrednio po zakończeniu wojny dowodził kompanią szkolną 78 pułku zmechanizowanego 21 Dywizji Zmechanizowanej Południowej Grupy Wojsk. Od 1944 należał do WKP(b), po wojnie uczył się w technikum, później w 1956 ukończył Moskiewski Instytut Przemysłu Naftowo-Chemicznego i Gazowego im. Gubkina, następnie był w nim aspirantem, a jednocześnie stażystą University of California w Berkeley. Od 1960 był asystentem, później sekretarzem Komitetu Partyjnego Moskiewskiego Instytutu Przemysłu Naftowo-Chemicznego i Gazowego, jednocześnie w latach 1961–1962 był II sekretarzem, a w latach 1962–1965 I sekretarzem Oktiabrskiego Komitetu Rejonowego KPZR w Moskwie. Od 1965 pełnił funkcję zastępcy kierownika, między 1974 a 1984 I zastępcy kierownika Wydziału Nauki i Instytucji Edukacyjnych KC KPZR, od grudnia 1984 do lipca 1988 był ministrem oświaty ZSRR, następnie przeszedł na emeryturę. W 1972 został doktorem nauk technicznych. Od 6 marca 1986 do 2 lipca 1990 był zastępcą członka KC KPZR.

## Odznaczenia
- Order Lenina
- Order Rewolucji Październikowej
- Order Wojny Ojczyźnianej I klasy
- Order Czerwonego Sztandaru Pracy
- Order Wojny Ojczyźnianej II klasy
- Order Czerwonej Gwiazdy
- Order Przyjaźni Narodów (dwukrotnie)